# نیو استانتون
نیو استانتون (به انگلیسی: New Stanton) یک سکونتگاه مسکونی در ایالات متحده آمریکا است که در شهرستان وستمورلند، پنسیلوانیا واقع شده‌است.

## خصوصیات
نیو استانتون ۲٬۱۶۵ نفر جمعیت دارد و ۲۹۵٫۰۵ متر بالاتر از سطح دریا واقع شده‌است.